# Taeniophyllum arachnites
Taeniophyllum arachnites är en orkidéart som beskrevs av Johannes Jacobus Smith. Taeniophyllum arachnites ingår i släktet Taeniophyllum och familjen orkidéer. Inga underarter finns listade i Catalogue of Life.